# 敦南大樓
25°01′45″N 121°32′57″E / 25.029251°N 121.549250°E
敦南大樓（英語：Continental Engineering Corporation Tower）是由大陸工程建造的臺灣商辦大樓，位於臺北市大安區敦化南路二段93、95號，樓高地上31層、地下6層，144.8公尺，標準層面積每層400坪。大陸工程公司總部於2004年9月25日正式遷入現址。

## 建築設計
由美國KPF建築事務所設計，一至五樓外牆為花崗石，北面及西面採用鍍膜複層中空玻璃提供景觀透視、隔熱及隔音，錐形天窗引入自然光，創造空間流暢感。